# Горња Вијака
Горња Вијака је насељено мјесто у општини Вареш, Босна и Херцеговина.

## Становништво
|             | 2013.       | 1991.        |
| Укупно      | 57 (100,0%) | 174 (100,0%) |
| Хрвати      | 55 (96,49%) | 140 (80,46%) |
| Срби        | 1 (1,754%)  | 7 (4,023%)   |
| Босанци     | 1 (1,754%)  | –            |
| Југословени | –           | 22 (12,64%)  |
| Остали      | –           | 3 (1,724%)   |
| Бошњаци     | –           | 2 (1,149%)1  |

1. 1 На пописима од 1971. до 1991. Бошњаци су пописивани углавном као Муслимани.